# Museo Storico Navale
Museo Storico Navale – muzeum historii morskiej zlokalizowane w Wenecji w dzielnicy Castello, niedaleko Arsenału. Zostało założone przez Regia Marina w 1919 roku. Muzeum posiada zbiory nawiązujące do historii morskiej Wenecji oraz wiele broni i modeli okrętów.